# Xã Drywood, Quận Bourbon, Kansas
Xã Drywood (tiếng Anh: Drywood Township) là một xã thuộc quận Bourbon, tiểu bang Kansas, Hoa Kỳ. Năm 2010, dân số của xã này là 409 người.